# Aribert de Anhalt
Prințul Aribert Joseph Alexander de Anhalt (n. 18 iunie 1864, Wörlitz, Saxonia-Anhalt, Germania – d. 24 decembrie 1933, München, Germania Nazistă) a fost regent de Anhalt din septembrie până în noiembrie 1918 în numele nepotului său, Ducele Joachim Ernst.
Ca urmare a revoluției germane, el a abdicat ca regent în numele nepotului său la 12 noiembrie 1918.

## Biografie
Prințul Aribert s-a născut la Wörlitz, Germania. El a fost al treilea fiu al lui Frederic I, Duce de Anhalt și a Prințesei Antoinette de Saxa-Altenburg. Anhalt era un ducat suveran în cadrul Imperiului german.

### Căsătorie

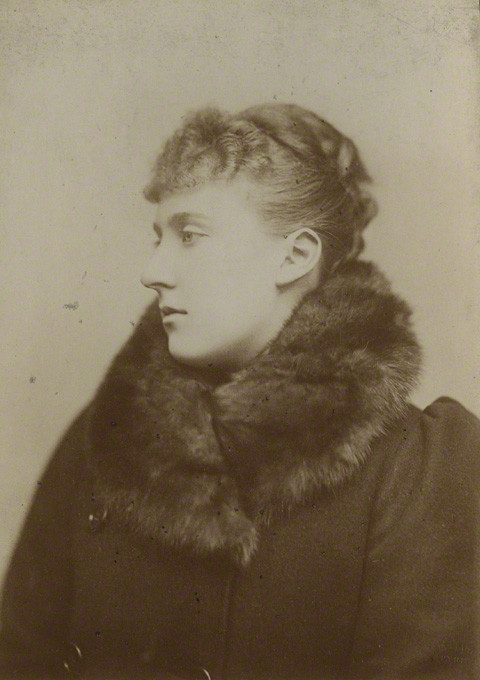
Prințesa Marie Louise în anii 1890.

La 6 iulie 1891, el s-a căsătorit cu Prințesa Marie Louise de Schleswig-Holstein la Palatul Windsor. Prințesa Marie Louise era fiica Prințului Christian de Schleswig-Holstein și a Prințesei Helena a Regatului Unit, și prin mama sa, nepoată a reginei Victoria. Vărul primar al miresei, împăratul Wilhelm al II-lea, a aranjat această căsătorie.
În decembrie 1900, Ducele de Anhalt a folosit prerogativele sale ca Duce pentru a anula căsătoria. Prințesa Marie Louise, pe atunci în vizită oficială în Canada, s-a întors imediat în Anglia. Nu s-a mai recăsătorit niciodată. Memoriile ei indică furie pentru experiența maritală și o antipatie evidentă față de fostul soț.
Deși sursele contemporane nu sugerează în mod direct că aceasta a fost cauza anulării căsătoriei, totuși un număr de contemporani și mărturii istorice ulterioare ar sugera că Aribert era bisexual sau homosexual, și unii au sugerat că o indiscreție cu un însoțitor de sex masculin a fost catalizatorul pentru anularea căsătoriei și că mariajul nu a fost consumat. Alte surse au sugerat că el plănuia să se recăsătorească. Cu siguranță Aribert era cunoscut prntru vacanțele sale la Capri, o insulă cu reputație pentru atragerea celor cu legături homosexuale.

### Regent
Când nepotul său de frate, Joachim Ernst, i-a succedat tatălui său ca Duce de Anhalt la 13 septembrie 1918, Prințul Aribert a fost numit regent, nepotul său fiind foarte tânăr. Regența s-a terminat la 12 noiembrie 1918 când el a abdicat în numele nepotului său în urma Revoluției germane. Ducatul a devenit Statul Liber Anhalt.
Prințul Aribert a murit la Munchen la vârsta de 67 de ani, la 24 decembrie 1933.